# الیکایی‌های دشتی
الیکایی‌های دشتی (نام علمی: Calamanthus) نام یک سرده از راسته گنجشک‌سانان است.

## گونه‌ها
- الیکایی دشتی حنایی (Calamanthus campestris)
- الیکایی دشتی خط‌خطی (Calamanthus fuliginosus)
- الیکایی دشتی غربی (Calamanthus montanellus)